# Giornale italiano di cardiologia
Il Giornale italiano di cardiologia è una rivista di medicina organo ufficiale della Federazione italiana di cardiologia e della Società italiana di chirurgia cardiaca. La rivista è pubblicata mensilmente in lingua italiana, è peer-reviewed ed indicizzata in PubMed-Medline. È affiancato dal Journal of cardiovascular medicine (già Italian Heart Journal), organo ufficiale della Federazione italiana di cardiologia, pubblicato in lingua inglese.